# Relações entre Geórgia e Turquia
As relações entre Geórgia e Turquia são as relações diplomáticas estabelecidas entre a República da Geórgia e a República da Turquia. Ambos são vizinhos, com uma extensão de 252 km na fronteira entre os dois países. A Geórgia possui uma embaixada em Ancara, e dois consulados-gerais em Istambul e Trabzon. A Turquia possui uma embaixada em Tbilisi, e um consulado-geral em Batumi.

## História
A Turquia sempre manteve relações muito próximas com os Estados caucasianos, uma vez que o Cáucaso é uma região estrategicamente importante para os turcos. A Geórgia e a Turquia são velhos parceiros há séculos, mas as relações entre estes dois países vizinhos floresceram especialmente nas últimas décadas, após o colapso da União Soviética. No período da Guerra Fria, as relações bilaterais entre a Turquia e a Geórgia eram quase inexistentes. As relações entre ambos foram congeladas durante os tempos soviéticos devido à hostilidade entre o bloco comunista e o bloco capitalista. O Cáucaso era considerado uma zona fronteiriça sensível e uma área de potencial conflito entre a União Soviética e a Organização do Tratado do Atlântico Norte. A fronteira turco-georgiana permaneceu fechada e estritamente controlada, o que impediu o estabelecimento de quaisquer contatos entre as duas nações.
Não foi até 1988, quando o primeiro posto fronteiriço foi aberto na aldeia de Sarpi, o que permitiu a milhares de georgianos a iniciar vigorosas atividades comerciais na Turquia. Depois de conquistar a independência, a Geórgia enfrentou muitos problemas socioeconômicos. A economia do país entrou em colapso sob o impacto de múltiplos conflitos. Portanto, a abertura da fronteira foi um evento muito positivo e permitiu que milhares de pessoas superassem as dificuldades econômicas. A Turquia foi um dos primeiros países que reconheceram a independência da Geórgia. A Turquia reconheceu a independência da Geórgia em 16 de dezembro de 1991. Desde os anos 1990 os vínculos económicos, comerciais e culturais têm sido impulsionados. As relações inter étnicas aumentaram consideravelmente após a introdução do regime de visto livre e a Turquia tornou-se um destino favorito para aqueles que procuram trabalho e oportunidades de emprego.

## Cooperação

### Econômica
Embora a Geórgia não tenha reservas significativas de petróleo e gás, ocupa uma posição estratégica no Sul do Cáucaso. A Geórgia é uma ponte necessária que liga o Mar Negro à região do Mar Cáspio e à Europa com a Ásia Central. Do ponto de vista estratégico, a Geórgia desempenha um papel importante nas tentativas da Turquia de se tornar um centro energético euro-asiático. A Geórgia é a principal via de trânsito para a exportação de hidrocarbonetos da região sem litoral do Mar Cáspio. Através da Geórgia passa o oleoduto Baku-Tbilisi-Ceyhan e o gasoduto Baku-Tbilisi-Erzurum, que transporta hidrocarbonetos do Cáspio para os mercados turco e europeu. Além disso, os projetos de gasodutos trans-anatólios reforçam o estatuto da Geórgia enquanto zona de trânsito de energia e salienta ainda o papel fundamental que a Geórgia desempenha nos planos regionais da Turquia.
Outro projeto que irá aumentar consideravelmente as ligações econômicas, culturais e comerciais entre a Turquia e os Estados do Cáucaso é o projeto ferroviário Bacu-Tiblíssi-Carse. O comprimento total desta ferrovia é 826 quilômetros. Este projeto ligará as ferrovias do Azerbaijão, da Geórgia e da Turquia.